# Соса, Эванхелина
Эванхелина Соса Мартинес (исп. Evangelina Sosa Martínez; род. 19 февраля 1969, Мехико, Мексика) — мексиканская актриса театра и кино.

## Биография
Родилась 19 февраля 1969 года в Мехико. Своей удачей, юная актриса называла роль Перлы (Перлиты) в культовом сериале «Просто Мария» (1989). Вскоре актриса дебютирует и на театральной сцене, где по состоянию на 2011 год, актриса снялась в 35 кинокартинах и сериалах, и отыграла 50 ролей в театральных постановках.
Международная известность пришла к ней в 1992 году благодаря выходу на экраны скандального фильма режиссёра Даны Ротберг «Огненный ангел», где Соса сыграла молодую гимнастку, забеременевшую от родного отца, которая подвергается остракизму со стороны коллег и, в конце концов, совершает самоубийство, поджигая себя и цирк.
Актриса числится в труппе Центрального мексиканского драматического театра, где вместе с ней выступают известные мексиканские актёры — Рафаэль Инклан, Роберто Соса (родной брат актрисы), Эванхелина Мартинес (её мать), Альма Дельфина, Соккоро Бонилья и другие.

## Сериалы телекомпанииTelevisa
- 1989 — Просто Мария — Перла (Перлита) в юности
- 1992 — Мария Мерседес — Кэнди
- 2010 — Волчица — Роса

## Награды и номинации
Огненный ангел (1992)
- Фантаспорту — лучшая актриса (награда)
- Ариэль — лучшая женская роль (номинация)